# Oriolus steerii
La oropéndola filipina (Oriolus steerii) es una especie de ave paseriforme de la familia Oriolidae endémica de las Filipinas.
Si bien la especie es bastante común en la zona donde habita, la raza de Cebú (O. s. assimilis) no ha sido avistada desde 1906 y se cree se encuentra extinta.

## Descripción y dieta
La oropéndola filipina es un ave de plumaje amarillento-pardo con plumas delgadas en la parte superior de su cuerpo, su pico y ojos son rojos. Al igual que numerosas especies de oropéndolas esta especie se alimenta principalmente de flores de la pradera y alimentos similares.

## Distribución y hábitat
Es endémica del centro y sur del archipiélago filipino. Su hábitat natural son los bosques bajos húmedos tropicales de Masbate, Samar, Leyte, Negros, Bohol, Mindanao, Basilan y el archipiélago de Sulu.